# Вера, Карлос
Карлос Вера (исп. Carlos Alfredo Vera Rodríguez; 25 июня 1976, Гуаякиль) — эквадорский футбольный арбитр. Арбитр ФИФА с 2006 года. Один из арбитров чемпионата мира 2014 года.
Начал карьеру футбольного арбитра после обучения в эквадорской федерация футбола, через некоторое время был допущен до судейства матчей высшего дивизиона чемпионата Эквадора. В 2006 году получил статус судьи ФИФА. Начиная с 2007 года судит матчи Южноамериканского кубка, в 2012 году обслуживал четвертьфинальный поединок, а в 2013 полуфинальный матч турнира, между клубами «Понте-Прета» и «Сан-Паулу» (1:1). Так же регулярно судит матчи Кубка Либертадорес. В 2012 году обслуживал матчи клубного чемпионата мира, в 2013 обслуживал матчи чемпионата мира среди молодёжных команд. Первый международный матч на уровне национальных сборных отсудил в 2009 году.
15 января 2014 вместе с двумя помощниками, также эквадорцами, Кристианом Лескано и Байроном Ромеро, выбран одним из арбитров чемпионата мира по футболу 2014 года в Бразилии.